# Кірю Нанасе
Кірю Нанасе (яп. 木龍 七瀬; нар. 31 жовтня 1989) — японська футболістка. Вона грала за збірну Японії.

## Кар'єра в збірній
Дебютувала у збірній Японії 13 січня 2010 року в поєдинку проти Данії. З 2010 по 2014 рік зіграла 16 матчів та відзначилася 3-а голами в національній збірній.

## Статистика виступів
| Збірна Японії | Збірна Японії | Збірна Японії |
| Рік           | Матчі         | Голи          |
| ------------- | ------------- | ------------- |
| 2010          | 3             | 0             |
| 2011          | 0             | 0             |
| 2012          | 2             | 0             |
| 2013          | 1             | 0             |
| 2014          | 10            | 3             |
| Загалом       | 16            | 3             |